# Три мушкарца и беба
Три мушкарца и беба (енгл. Three Men and a Baby), је филмска комедија, у режији Ленарда Нимоја и по сценарију Џима Крукшенка и Џејмса Ора из 1987. године.

## Радња
Архитекта Питер Мичел (Том Селек), карикатуриста Мајкл Келам (Стив Гутенберг) и глумац Џек Холден (Тед Денсон) су тројица самохраних пријатеља који воде срећан живот у свом луксузном стану у Њујорку, где често организују забаве и упознају жене. Једног дана, на свом прагу проналазе бебу по имену Мери, заједно са поруком која открива да је она резултат Џекове везе са глумицом по имену Силвија током представе „Шекспир у парку” претходне године. У овом тренутку, Џек је у Турској где снима филм, где се договорио са пријатељем да му пакет буде послат у Њујорк. Џек замоли Питера и Мајкла да пакет држе у тајности. Када пријатељи открију Мери, погрешно верују да је она „пакет”, а када приме прави пакет, не придају му никакав значај. Питер и Мајкл су приморани да науче како да се брину о беби.
Следећег дана, два дилера дроге долазе у стан пријатеља да покупе пакет. Питер и Мајкл им грешком дају Мери заједно са конзервом бебећег млека, за које дилери верују да је хероин. Петар открива прави пакет и, схвативши своју грешку, трчи низ степенице, али се спотакне, просипајући садржај пакета. Он сакупља дрогу и суочава се са дилерима дроге који желе да отму Мери, што изазива тучу. Коњичка полиција интервенише у тучи, Питер спасава Мери, али дилери дроге беже са конзервом бебећег млека. Полицајац притвара Петра и Михаила. Мелковиц (Филип Боско), полицајац за сузбијање дроге, долази да их испита. Џек зове из Турске, али Питер и Мајкл не могу отворено да разговарају са њим. Успешно сакривају дрогу и сазнају да је Џеков пријатељ Пол Милнер такође дилер дроге. Мелковиц их ставља под надзор.
Питер и Мајкл одлазе на посао и остављају Мери код госпође Хатавеј, њихове комшинице. Када се врате кући, затичу госпођу Хатавеј везану и са зачепљеним устима, а стан претрпан од стране дилера дроге, али Мери је неповређена. Такође проналазе поруку са претњом да ће следећи пут одвести Мери. Петар и Мајкл настављају да брину о Мери и везују се за њу.
Питер напада провалника, за кога се испоставља да је Џек, који се вратио раније јер је његова улога избачена из сценарија. Џек уверава Питера и Мајкла да није знао ништа о хероину. Када је сазнао за Мери, он у почетку пориче своје очинство, али Силвијина порука га убеђује у супротно. Питер и Мајкл предају сву родитељску одговорност Џеку, који се одмах заљубљује у своју ћерку.
Добијају билтен поштом - Милнера су напали дилери дроге и хоспитализовали, а пријатељи поново добијају претње. Питер, Мајкл и Џек смисле план да ухапсе дилере дроге и организују састанак. Џек, прерушен у трудницу, напушта зграду са Мери, док Питер и Мајкл одлазе таксијем, праћени полицајцима на тајном задатку, али успевају да им изгубе траг. Њих троје се састају са дилерима дроге на последњем спрату градилишта. Мајкл, скривен у вентилационом отвору, снима Питеров разговор са дилерима, али упада у собу и почиње потера. Успевају да задрже дилере у лифту док не стигне полиција. Уз помоћ снимка доказују Мелковицову невиност, дилери су ухапшени.
Питер, Мајкл и Џек преузимају пуну одговорност за Мери док се Силвија (Ненси Тревис) не врати да одведе Мери у Лондон. Након што Силвија одведе Мери, троје пријатеља схватају колико им недостаје њихово дете. Журе ка аеродрому, али авион полеће без Силвије. Узнемирени, враћају се кући и затичу Силвију и Мери на вратима. Силвија у сузама објашњава да не жели да се одрекне глумачке каријере, али да то мора да учини ако мора сама да одгаја Мери. Сва тројица позивају њу и Мери да живе са њима и она пристаје.